# Volt egy bohóc / Nem tilthatom meg
A Volt egy bohóc / Nem tilthatom meg az Omega együttes kislemeze 1968-ból. A második szerzemény az ismertebb, ennek angol nelvű változata is megjelent. A zeneszerző Presser Gábor, a szövegeket Adamis Anna, illetve S. Nagy István jegyzik. 

## Dalok
A: Volt egy bohóc (Presser Gábor/Adamis Anna)
B: Nem tilthatom meg (Presser Gábor/S. Nagy István)

## Megjelenések
- 1968 SP
- 1984 Legendás kislemezek LP
- 1992 Az Omega összes kislemeze 1967–1971 CD
- 2003 10000 lépés CD – bónuszdalok